# Victoria (botanica)
Victoria Lindl., 1837 è un genere di piante acquatiche della famiglia delle Nymphaeaceae diffuso in Sud America, caratterizzate da considerevoli dimensioni (note in inglese come giant waterlilies).
Il nome del genere è un omaggio alla Regina Vittoria (1819–1901).

## Tassonomia
Il genere comprende due specie:
- Victoria amazonica (Poepp.) Sowerby, è la più grande delle ninfee, con foglie che possono raggiungere i tre metri di diametro e gambi di 7–8 m di lunghezza.  In passato era denominata Victoria regia. Questa specie è nativa delle zone di acque poco profonde del bacino del Rio delle Amazzoni. È raffigurata nello stemma della Guyana. I fiori sono bianchi al momento in cui sbocciano e diventano rosa subito dopo. Raggiungono i 40 cm di diametro, e sono impollinati da coleotteri.
- Victoria cruziana A. D. Orb., diffusa nel bacino dei fiumi Paraná-Paraguay è solo leggermente più piccola, con la superficie inferiore delle foglie di color porpora invece che rosso come nella  V. amazonica, e ricoperta di una lanugine che manca in V. amazonica.  V. cruziana apre i suoi fiori al crepuscolo. Di questa specie è stata descritta una forma trovata nella regione del Pantanal, V. cruziana var. mattogrossensis, caratterizzata da enormi semi.